# Mistrovství Evropy ve fotbale 2016 – skupina E
Skupina E byla jednou ze šesti skupin turnaje Mistrovství Evropy ve fotbale 2016. Nalosovány do ní byly týmy Belgie, Itálie, Irsko a Švédsko. Zápasy se hrály mezi 13.–22. červnem 2016. Vítězem skupiny se stala Itálie, druhá skončila Belgie a třetí Irsko, které se po potřebných kritériích týmů na třetích místech dostalo do osmifinále jako 2. nejvýše postavený tým.
| Tým     | Z | V | R | P | VG | IG | +/- | B |
| ------- | - | - | - | - | -- | -- | --- | - |
| Itálie  | 3 | 2 | 0 | 1 | 3  | 1  | +2  | 6 |
| Belgie  | 3 | 2 | 0 | 1 | 4  | 2  | +2  | 6 |
| Irsko   | 3 | 1 | 1 | 1 | 2  | 4  | −2  | 4 |
| Švédsko | 3 | 0 | 1 | 2 | 1  | 3  | −2  | 1 |

## Irsko – Švédsko
| 13. června 2016 18:00 UTC+1 |        |                 |                                                                     |
| Irsko                       | 1 : 1  | Švédsko         | Stade de France, Saint-Denis diváci: 73 419 rozhodčí: Milorad Mažić |
| Hoolahan 48'                | Report | Clark 71' (vl.) | Stade de France, Saint-Denis diváci: 73 419 rozhodčí: Milorad Mažić |

## Belgie – Itálie
| 13. června 2016 21:00 UTC+1 |        |                             |                                                                    |
| Belgie                      | 0 : 2  | Itálie                      | Stade des Lumières, Lyon diváci: 55 408 rozhodčí: Mark Clattenburg |
|                             | Report | Giaccherini 32' Pellè 90+3' | Stade des Lumières, Lyon diváci: 55 408 rozhodčí: Mark Clattenburg |

## Itálie – Švédsko
| 17. června 2016 15:00 UTC+1 |        |         |                                                                    |
| Itálie                      | 1 : 0  | Švédsko | Stadium Municipal, Toulouse diváci: 29 600 rozhodčí: Viktor Kassai |
| Éder 88'                    | Report |         | Stadium Municipal, Toulouse diváci: 29 600 rozhodčí: Viktor Kassai |

## Belgie – Irsko
| 18. června 2016 15:00 UTC+1   |        |       |                                                                   |
| Belgie                        | 3 : 0  | Irsko | Matmut Atlantique, Bordeaux diváci: 39 493 rozhodčí: Cüneyt Çakır |
| R. Lukaku 48', 70' Witsel 61' | Report |       | Matmut Atlantique, Bordeaux diváci: 39 493 rozhodčí: Cüneyt Çakır |

## Itálie – Irsko
| 22. června 2016 21:00 UTC+1 |        |           |                                                                    |
| Itálie                      | 0 : 1  | Irsko     | Stade Pierre-Mauroy, Lille diváci: 45 000 rozhodčí: Ovidiu Haţegan |
|                             | Report | Brady 85' | Stade Pierre-Mauroy, Lille diváci: 45 000 rozhodčí: Ovidiu Haţegan |

## Švédsko – Belgie
| 22. června 2016 21:00 UTC+1 |        |                |                                                            |
| Švédsko                     | 0 : 1  | Belgie         | Allianz Riviera, Nice diváci: 35 000 rozhodčí: Felix Brych |
|                             | Report | Nainggolan 84' | Allianz Riviera, Nice diváci: 35 000 rozhodčí: Felix Brych |